# Уистлер, Анна Мак-Нейл

Мать Уистлера, портрет Анны ее сына Джеймса Уистлера (1871)

Анна Матильда (урожденная Мак-Нейл) Уистлер (27 сентября 1804 — 3 января 1881) — мать американского художника Джеймса Мак-Нейла Уистлера, который сделал её предметом своей знаменитой картины — «Аранжировка в сером и черном № 1», часто называемой «Мать Уистлера».

## Биография
Анна Мак-Нейл Уистлер родилась в Уилмингтоне, штат Северная Каролина, в семье врача Чарльза Даниэля Мак-Нейла (1756 – 1828) и Марты Кингсли Мак-Нейл, дочери Софония Кингсли-старшего (одного из основателей Университета Нью-Брансвика) и самой молодой сестры Софония Кингсли-младшего (рабовладелец и владелец плантации, а также муж Аны Мадджин Джай).
В 1831 году вышла замуж за Джорджа Уистлера, инженера-строителя и отставного офицера, вдовца, у которого было трое детей. В браке родилось четверо сыновей, Джеймс, Уильям, Кирк (умер в четырехлетнем возрасте) и Чарли (умер до переезда семьи в Россию). Вскоре её муж получил работу в России железнодорожным инженером на Николаевской железной дороге.
Когда Джеймсу было девять лет, его рисунки привлекли внимание шотландского художника сэра Вильяма Аллана. В России Джеймс поступил в Императорскую Академию художеств в Санкт-Петербурге.
Муж Анны скончался в 1849 году от холеры.
После этого Анна вернулась в США в Коннектикут. Её падчерица осталась в Англии и вышла замуж за хирурга. В то время падчерица с мужем помогали семье Анны, в частности Уильяму и Джеймсу учиться в частной школе. Джеймс поступил в Вест-Пойнт незадолго до своего 17-летия, вскоре был исключён и вернулся в Англию. Сын Уильям стал хирургом в армии Конфедерации во время гражданской войны в США .
В 1863 году по совету падчерицы и сына она переехала в Англию к Джеймсу в Лондон. Позже жила на улице Св. Марии, Гастингс, восточный Суссекс. Была удивлена «ярким богемским стилем жизни» своего сына; однако, терпела это и, даже, подружилась с некоторыми из его друзей. Это было примерно в то время, когда была сделана знаменитая картина «Мать Уистлера». На момент написания картины Анне было 67.
Умерла десять лет спустя и похоронена на кладбище Гастингс.